# آکیم اورینل
آکیم اورینل (انگلیسی: Akim Orinel؛ زادهٔ ۲۷ ژوئیهٔ ۱۹۸۶) بازیکن فوتبال اهل فرانسه است.
از باشگاه‌هایی که در آن بازی کرده‌است می‌توان به باشگاه فوتبال اتحاد الجزایر اشاره کرد.